# Devon (aktorka)
Devon, również Devin lub Devin Striker, właśc. Kristie Marie Lisa (ur. 28 marca 1977 w Allentown) – amerykańska aktorka filmów porno pochodzenia holenderskiego, francuskiego, angielskiego i Czirokezów. Bomis Babe Report uznał Devon za jedną z najbardziej pociągających kobiet w przemyśle filmów pornograficznych. Często określana jako „Jenna Jameson, Jr”.

## Życiorys

### Wczesne lata
Urodziła się w Allentown w Pensylwanii. Devon uprawiała gimnastykę do piętnastego roku życia. Uczęszczała do Emmaus High School. Po skończeniu nauki w szkole średniej została kelnerką. Wzięła udział w przesłuchaniu na „amatorską noc” w kabarecie Ala Diamonda, a później uzyskała pierwsze miejsce. Przez trzy lata tańczyła w kabarecie Ala Diamonda.

### Kariera
Przed przyjazdem do Kalifornii podjęła pracę jako egzotyczna tancerka. Wkrótce została fotomodelką, pozując do kilku męskich magazynów takich jak „Penthouse” i „Club International”. Pierwsze zetknięcie Devon z przemysłem pornograficznym nastąpiło w Pleasure Productions New Breed (1998). Po krótkim czasie podpisała kontrakt na wyłączność z firmą Vivid Video.
Wystąpiła m.in. w Three (1999) z Inari Vachs, Blondage 3 (1999) w reżyserii Paula Thomasa z Julianem, Where the Boys Aren't 12 (2000) z Janine Lindemulder, Nice Neighbors (2001) z Markiem Davisem, Perfect Pink 10: In Hawaii (2001) z Jill Kelly, Piraci (Pirates, 2005) jako Madelyn z Evanem Stone’em.
W 1999 Devon wystąpiła w programie Howarda Sterna E! Entertainments.
W styczniu 2001 została ulubienicą magazynu „Penthouse”.
W styczniu 2002 dostała pierwszą nagrodę w swojej karierze w kategorii „Najlepsze interaktywne DVD” za produkcję Virtual Sex with Devon (2001), która również później była nagrodzona przez Empire i AFW.
Firma Digital Playground podpisała z Devon kontrakt na wyłączność.
W maju 2002 była na rozkładówce magazynu „Stuff”.
W 2013 roku otrzymała nominację do XRCO Award w kategorii „Najlepszy powrót” (Best Cumback).
Wystąpiła także w filmie dokumentalnym Nathana S. Garfinkela Fluffy Cumsalot, Porn Star (2003) oraz komediodramacie Don Jon (2013) z udziałem Josepha Gordona-Levitta, Scarlett Johansson, Julianne Moore, Anne Hathaway i Channinga Tatuma.

## Nagrody i nominacje
| Rok  | Nagroda    | Kategoria                                        | Film                        | Inni wykonawcy                                             | Rezultat  |
| ---- | ---------- | ------------------------------------------------ | --------------------------- | ---------------------------------------------------------- | --------- |
| 2000 | XRCO Award | Gwiazdka roku                                    | –                           | –                                                          | Nominacja |
| 2010 | AVN Award  | Najlepsza scena seksu grupowego samych dziewczyn | Babes Illustrated 18 (2008) | Melissa Lauren, Mya Nichole, Jenaveve Jolie i Shawna Lenee | Nominacja |
| 2010 | AVN Award  | Hall of Fame                                     | –                           | –                                                          | Wygrana   |
| 2013 | XRCO Award | Najlepszy powrót (Best Cumback)                  | –                           | –                                                          | Nominacja |
| 2018 | XRCO Award | XRCO Hall of Fame                                | –                           | –                                                          | Wygrana   |